# Piretrina

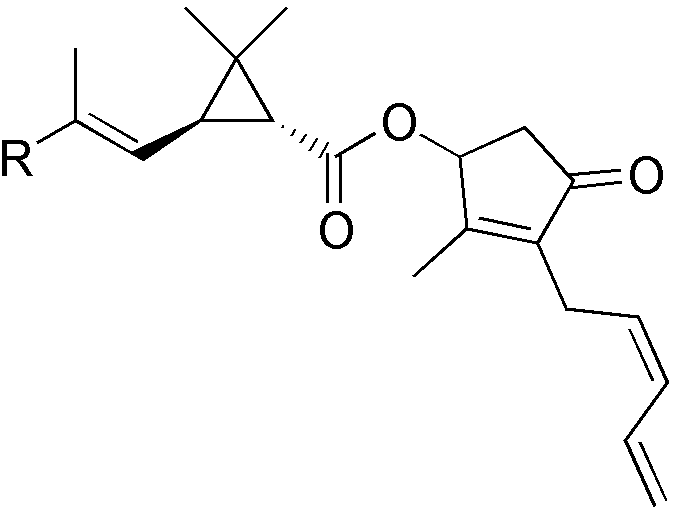
Piretrina I, R = CH_{3}
Piretrina II, R = CO_{2}CH_{3}

As piretrinas são um par de compostos naturais derivados de Chrysanthemum cinerariaefolium, que têm potentes propriedades inseticidas. As piretrinas são usadas normalmente em inseticidas para uso doméstico e em produtos para controlar insetos em animais domésticos ou no gado.
Não é recomendável a utilização destas substâncias em agricultura ecológica por tratar-se de um inseticida total: elimina tanto a fauna insetívora benéfica como a fauna prejudicial (pragas) e, portanto, afeta à biodiversidade que é um dos pilares fundamentais da agricultura orgânica, biológica ou ecológica.
A estrutura química das piretrinas é a base para uma variedade de inseticidas sintéticos chamados piretróides tais como a permetrina e cipermetrina. Tanto a piretrina I quanto a II são ésteres relacionados ao seu núcleo de ciclopropano. Elas diferem pelo estado de oxidação de um carbono. São líquidos viscosos que oxidam-se rapidamente e tornam-se inativos.
Possui uma massa atômica de 349g e recomenda-se seu uso para o tratamento de diversas pragas das plantações

## História e biosintese
Embora os extratos vegetais fossem usados já como inseticidas, as estruturas químicas envolvidas foram primeiramente descritas por Hermann Staudinger e Lavoslav Ružička em 1924.
As piretrinas existem naturalmente nas cascas de sementes de plantas perenes, pyrethrum (Chrysanthemum  cinerariaefolium), e desde há muito utilizado em quintas para fornecer o fabrico de insecticida.
Piretrina I e Piretrina II são estruturalmente relacionados com ésters com um núcleo .  Piretróide I é um derivativo de (+)-trans-ácido crisântemico.  Piretrina II é relacionado com um grupo methil que está oxidado ao grupo  carboxymethyl, o núcleo resultante chamado ácido piretróide.  O conhecimento das suas estruturas abriu o caminho para a produção de equivalentes sintêticos, que são chamados piretróides.   Em termo da sua biosintese, as piretrinas são classificados como terpenoides, sendo derivados de Difosfato de dimetilalilo, que combinam com recurso ao enzima sintese de crisântemil difosfato de dimetilalilo. -->